# Andrzej Goulding
Andrzej Goulding ist ein britischer Videodesigner, der für Sprechtheater, Musical, Oper und Ballett arbeitet.

## Leben
Goulding studierte Theatre Design am Central Saint Martins College of Art and Design in London. Danach arbeitete er einige Jahre als Assistent der Bühnen- und Kostümbildner Rob Howell und Jez Brotherston und gestaltete Modelle, CAD-Pläne und dreidimensionale Prävisualisierungen für größere Produktionen im Londoner West End. Seit Anfang 2008 ist er hauptberuflich als Video / Projection Designer tätig. Er arbeitete für mehrere Theater und Opernhäuser in Großbritannien und den Vereinigten Staaten. Beispielsweise entwarf Goulding die Bühnenbilder für Union am Lyceum Theatre und für Sane New World auf einer Tournee von Ruby Wax.

## Ausgewählte Produktionen

### Theater
- 2015: The Boy in the Striped Pyjamas – The Lowry, Manchester

### Oper
- Maria – Wexford Opera
- Orlando – Scottish Opera
- Peter Grimes (Grange Park Opera),
- La fanciulla del West sowie Joshua – Opera North, Leeds
- 2013: Silent Night  – Minnesota Opera
- 2015: Hänsel und Gretel – Wiener Staatsoper

### Musical
- Saturday Night Fever (UK Tour)
- 2012: Carousel – Opera North Leeds, Théâtre du Châtelet Paris